# مصطفى الباكوري
مصطفى الباكوري (من مواليد 1964 بالمحمدية) هو مهندس وسياسي مغربي، كان يشغل سابقا منصب الأمين العام لحزب الأصالة والمعاصرة، مدير الوكالة المغربية للطاقة المستدامة ورئيس جهة الدار البيضاء سطات.

## حياته ومسيرته المهنية
ولد الباكوري في المحمدية في 20 ديسمبر من سنة 1964 وتدرج في مختلف أسلاك التعليم العمومي بحصوله على معدلات عالية مكنته أن يشد الرحال مع مجموعة أخرى إلى فرنسا ليدرس هناك في مدرسة القناطر والطرق المعروفة حصل فيها على دبلوم مهندس واصل الباكوري اجتهاده العلمي، فحصل على دبلوم الدراسات العليا المتخصصة في مجال البنوك والمالية.
بين 1989 و 1991 عمل كرئيس مشروع الشباب في البنك الوطني لباريس قسم المشاريع الدولية الكبرى ثم رئيس مشروع الكبار في البنك الوطني لباريس الدولي قسم هندسة التمويل ثم مسؤول عن الأنشطة التمويلية في أواخر 1991.
ومن 1993 إلى 1995 عمل كمسؤول عن الزبناء في البنك المغربي للتجارة والصناعة وهو بنك تابع للبنك الوطني باريس. ومن 1995 إلى 1998 كان مسؤول عن تطوير وتمويل مشاريع الشركة الوطنية للتهيئة الجماعية وهي شركة مسؤولة عن تحديث وإعادة تأهيل الوسط الحضري في المغرب.
ومن 1998 إلى 2001 شغل كمسؤول عن قطب «بنوك التجارة » في البنك المغربي للتجارة و الصناعة. بين 2001 و 2009 عمل كمدير عام لصندوق الإيداع والتدبير. وبين 30 ديسمبر 2009 عينه الملك محمد السادس بالقصر الملكي بمراكش مدير عام للوكالة المغربية للطاقة المستدامة.
وفي 19 فبراير 2012 انتخب مصطفى الباكوري أمين عام لحزب الأصالة والمعاصرة ليخلف بذلك الشيخ بيد الله.